# Fancy (zanger)
Fancy (München, 7 juli 1947), artiestennaam van Manfred Alois Segieth is een Duitse zanger. Zijn muziek wordt onder de eurodisco gerekend.
Zijn grootste bekendheid genoot hij in de jaren 80. Hij brak in 1984 door met het nummer Slice Me Nice. In Nederland scoorde hij in de zomer van 1986 één hit in zowel de Nederlandse Top 40 als de Nationale Hitparade, namelijk "Bolero (hold me in your arms again)". De plaat werd ook veel gedraaid op Radio 3.
Toen Modern Talking, waarvan de muziek in hetzelfde genre valt, in 1998 haar comeback beleefde, werd ook Fancy weer gevraagd om op te treden.

## Singles
- 1984
  - Slice Me Nice
  - Get Lost Tonight
  - Chinese Eyes
- 1985
  - Check it Out
  - L.A.D.Y.O.
  - Bolero (Hold Me In Your Arms Again)
- 1986
  - Lady Of Ice
- 1987
  - Latin Fire
  - China Blue
- 1988
  - Flames Of Love
  - Fools Cry
- 1989
  - No Tears
  - Running Man
  - Angel Eyes
- 1990
  - When Guardian Angels Cry
  - When Guardian Angels Cry ... Rap
- 1991
  - Fools Cry Rap
- 1993
  - No Way Out
  - Love Has Called Me Home
- 1994
  - Long Way To Paradise
  - Beam Me Up
- 1995
  - Again & Again
  - I Can Give You Love
- 1996
  - The Big Dust
  - Deep Blue Sky
  - Colours of Life
- 1998
  - Flames of Love '98
  - Maxi Mix
  - Slice Me Nice '98
  - Come back and Break My Heart
  - Long Way To Paradise (remix '99)
- 1999
  - D.I.S.C.O.
  - How do you Feel Right Now
- 2000
  - Megamix 2000
  - We Can Move A Mountain
  - Gimme A Sign
- 2001
  - Na Na Na Hey Hey Hey (Kiss him Goodbye)
- 2002
  - Pretty Woman